# 德雷克·贝尔
德雷克·贝尔（英語：Jared Drake Bell，1986年6月27日—）是美國的一位演員和創作歌手。他自1990年代初期就開始出演電影和電視劇，出演過麻吉向前衝等作品。

## 外部連結
- 官方网站
- YouTube上的Drake Bell頻道
- 德雷克·贝尔在互联网电影资料库（IMDb）上的資料（英文）
- WorldCat 聯合目錄中德雷克·贝尔的著作或與之相關的著作